# Heather Crowe
Heather Crowe (* 23. April 1945 in Yarmouth, Nova Scotia; † 22. Mai 2006 in Ottawa, Ontario) war eine kanadische Kellnerin, deren intensive Aufklärungsarbeit gegen Passivrauchen am Arbeitsplatz zu Gesetzesänderungen in den kanadischen Provinzen Nordwest-Territorien und Nunavut führte. Sie wurde zu einer öffentlichen Person und akzeptierte, dass ein Porträt ihres Gesichtes im Kampf gegen Passivrauchen genutzt wurde.

## Leben
Crowe wurde in Nova Scotia geboren und ihre Mutter war eine Mi’kmaq. Bei einem Vortrag in Nunavut 2003 sagte sie vor der gesetzgebenden Versammlung und dem Kreis der Ältesten, dass sie in der Tradition der Mi’kmaq aufwuchs und nun als eine Älteste spricht.
Sie hatte zeitlebens nie geraucht, aber 2002, nach 40-jähriger Tätigkeit als Kellnerin, wurde Lungenkrebs bei ihr festgestellt. Bekannt wurde sie im Oktober 2002 in Ontario, als sie eine Entschädigung als Beschäftigte in der Gastronomie für ihre Krankheit vom Workplace Safety and Insurance Board erhielt. Es war das erste Mal in Kanada, dass Passivrauchen als Berufskrankheit im Hotel- und Gaststättengewerbe anerkannt wurde.

## Kampf gegen Passivrauchen am Arbeitsplatz
Als Crowe nach der Diagnose wieder im Restaurant arbeitete, fragte sie ein Gast, wie es ihr geht. Als sie ihm von der Diagnose berichtete, fragte er, ob sie bereit sei, im Fernsehen aufzutreten. Sie sagte direkt zu. Der Gast war ein Stellvertretender Minister von Health Canada und zuständig für das Anti-Tabak-Program der Regierung. Dawe Hachey, der ehemalige amtierende Generaldirektor des Health Canada (Anti-Tabak-Programm), sagte über Crowe:

„What Heather did was allow us to put a face on the hundreds of Canadians who die every year from exposure to secondhand smoke.
Was Heather tat: sie erlaubte uns, den Hunderten von Kanadiern ein Gesicht zu geben, die jedes Jahr sterben, weil sie dem Passivrauchen ausgesetzt sind.“

Ihr Kampf gegen passiv eingeatmeten Tabakrauch führte sie quer durch Kanada in alle Provinzen und Territorien, außer Prince Edward Island und Yukon. Einer ihrer ersten Reisen führte im März 2003 nach Iqaluit, die Hauptstadt von Nunavut.

## Erfolg
Bereits im September 2005 gab es Gesetze zum Schutz vor Passivrauchen in Nunavut, den Nordwest-Territorien, New Brunswick und Manitoba. Ontario und Québec folgten im Mai 2006. Später folgte Nova Scotia und in den anderen Provinzen wurden ebenfalls entsprechende Gesetze in Kraft gesetzt.

## Ehrungen und Auszeichnungen
Im Westen Ottawas ist ein neu eingerichteter Park nach Heather Crowe benannt.
- World Health Organization for public service[6]
- Meritorious Service Decoration from former Governor General Adrienne Clarkson for activities that brought honour to the community[7]